# 鈴振り
『鈴振り』（すずふり）は、古典落語の演目。『鈴ふり』とも表記される。
仏教寺院を舞台に、後継者を選ぼうとする大僧正が候補者の陰部に鈴をつけさせた上で遊女を侍らせ、不邪淫戒を犯さない者に決めようとする内容。艶笑噺（えんしょうばなし）と呼ばれるものの一つである。
原話は、松浦静山が文政4年（1821年）に出版した随筆、『甲子夜話』続編36巻の「再編笑話」にみられる（最高位の住持が振り切って鈴の緒が切れていたという内容）。
大本は中国の明代に書かれた笑話本『笑府』の邦訳版である明和5年（1768年）に江戸で出版された須原屋半兵衛板（小本『笑府』）に原話とおぼしき話が収められている。現存するものでは確認できておらず 、中国のオリジナル版には見えない。

## あらすじ
舞台は藤沢の遊行寺というお寺。次代の大僧（住職）を決めることになったが、何しろ弟子の数が多いため誰に決めたらいいか分からない。困った当代の大僧正は、側近たちとの協議の末、とんでもない方法を思いついた。
次期大僧正を決める当日。各地から集まったお坊さんで客殿が瓜畑みたいになる中、大僧正の側近が登場。そして坊さんたちの前をまくり、下の方にぶらぶらしている何かに紐が付いた小さな鈴を結びつけた。
不審に思いながらも本堂に入り、待っていると御簾内からお有り難い大僧正の声。
「吉例吉日たるによって、御酒、魚類を食することを許す」
「お寺で酒? 」と弟子たちが目を丸くしていると、なんとお酌に絶世の美女がずらりと並んで入ってくる。
実は、入ってきたのは柳橋あたりの遊郭から厳選してきた芸者さん。大僧正の真意に気づいた弟子たちは、必死になって坐禅を組み、気を鎮めようとした。
「南無阿弥陀仏、ナンマイダブ…」
「これ、ちょいと」
芸者がしなだれかかって来た。慌ててももう遅い。腰のあたりで鈴がチリーン！気がつけば、あちこちで鈴の音が鳴り響き、本堂は秋の草原のようになってしまった。
「何たることか。仏法も終わりじゃ…」
そんな様子を御簾内から眺め、大僧正は倒れそうになってしまう。だが、よくみると本堂の隅、若い坊さんが涼しい顔で念仏を唱えていた。耳を澄ますと、彼の腰からだけは鈴の音が聞こえてこない。
「彼こそがわしの後継者である！」
感涙にむせび、大僧正がその坊さんを呼びつけ、裾をめくると何故か鈴が付いていない。
「鈴はどうした？」
「はい、とっくに振り切りました」

## 演じた落語家
5代目古今亭志ん生の口演が4回（東宝名人会で2回、東横落語会と精選落語会で各1回）確認されており、そのうち精選落語会を除く3回分が音源として市販されている。5代目志ん生はこの噺の前に『四つ目屋』や『十八檀林』をつなげて口演し、短さを補っていた。